# الجبانة (الظهار)

تعديل مصدري - تعديل

الجبانة محلة تابعة لقرية سلاعة، التابعة لعزلة ثواب الاسفل بمديرية الظهار إحدى مديريات محافظة إب في الجمهورية اليمنية.، بلغ تعداد سكانها 132 حسب تعداد اليمن لعام 2004.